# 위르겐 트리틴
위르겐 트리틴(독일어: Jürgen Trittin, 1954년 7월 25일~)은 독일의 정치인이다. 1998년부터 2005년까지 게르하르트 슈뢰더 내각에서 환경부 장관을, 2009년부터 2013년까지 동맹 90/녹색당의 대표를 지냈다.

## 생애
위르겐 트리틴은 1954년 7월 25일에 서독 브레멘에서 태어났다. 그는 괴팅겐 대학교에서 사회 경제과를 졸업하였고 정계에 진출하기 전까지는 저널리스트로 활동하였다. 트리틴은 1982년에 괴팅겐 시의회에서 '신녹색계획'단체에서 1984년까지 일하면서 정계에 진출하였다. 그는 이후 니더작센주 의회에서 1985년 녹색당이 진출하자 당 대변인으로 활동하게 되었다.
1990년부터 트리틴은 게르하르트 슈뢰더가 이끄는 주 정부에서 '연방 및 유럽 주장관'으로 임명되었다. 이 정부는 사회민주당과 녹색당이 구성한 연정으로 트리틴은 1994년까지 장관직을 역임하게 된다. 이후 트리틴은 1994년에 슈뢰더가 이끄는 사민당이 단독 과반에 성공함으로써 녹색당과의 연정을 끊자 장관직에서 물러나게 되고 이윽고 녹색당 의장으로 선출되게 된다.
1998년에 트리틴은 총선에서 비례대표 후보로 당선되어 연방의회에 진출하게 된다. 이후 트리틴은 총리로 취임하게 된 슈뢰더가 적녹 연정을 구성하게 됨으로써 환경부 장관에 임명된다. 환경부 장관으로 그는 2020년까지 독일 내 모든 원자력 발전소를 가동 중지한다는 법안을 사퇴의 위기까지 감수하면서 통과시킨다. 장관으로 재직하고 있는 동안 그는 정계로부터 지나치게 원칙을 앞세운다는 비판을 받기도 하였다.
2009년에 트리틴은 녹색당 대표에 취임하여 그 해 치러진 총선에서 높은 득표율을 거둬 당의 의석수를 늘린다. 이후 트리틴은 2013년까지 당을 이끌면서 여러 주의회 선거에서 놀라운 성적을 거두는데 한 몫을 하였다. 그러나 2013년 총선에서 트리틴이 과거 아동성애자를 인정하는 내용의 공약서에 서명한 사실이 있었음이 밝혀지면서 녹색당의 의석수가 감소하자 대표직에서 물러나게 되었다.